# Valdallière
Valdallière é uma comuna francesa na região administrativa da Normandia, no departamento de Calvados. Estende-se por uma área de 157,94 km². Em 2010 a comuna tinha 5 971 habitantes (densidade: 37,8 hab./km²).
A municipalidade foi estabelecida em 1 de janeiro de 2016 e consiste na fusão das antigas comunas de Vassy, Bernières-le-Patry, Burcy, Chênedollé, Le Désert, Estry, Montchamp, Pierres, Presles, La Rocque, Rully, Saint-Charles-de-Percy, Le Theil-Bocage e Viessoix. A comuna tem sua prefeitura em Vassy.